# Christopher Dalton
Christopher "Chris" Dalton (* 4. April 1946 in Toronto, Kanada; † 15. Juni 2016 in Puerto Vallarta, Mexiko) war ein kanadischer Filmproduzent, Drehbuchautor und Herstellungsleiter.

## Biographie
Christopher Dalton begann seine Karriere 1970 als Produzent von Werbefilmen. Nachdem er zunächst in Toronto gearbeitet hatte, gründete er mit seinem Geschäftspartner Wayne Fenske eine Produktionsfirma mit Büros in Chicago und Los Angeles, später arbeitete er auch in New York und British Columbia. Seit Mitte der 1970er Jahre arbeitete er u. a. mit Martyn Burke zusammen und wirkte an kanadischen und US-amerikanischen Fernsehserien und TV-Shows bzw. Fernseh- und Kinofilmen mit. Bis zu seinem Tode soll er mehr als 4000 Werbespots sowie mehrere Spielfilme produziert haben.

## Filmographie
- 1976 The Clown Murders
- 1978 Power Play (Coup d'Etat)
- 1980 Pure Escape
- 1982 Shocktrauma
- 1983 The Magix Show
- 1983 Stromopoly (Utilities)
- 1985 Remo – unbewaffnet und gefährlich (Remo Williams: The Adventure Begins)
- 1985 Reckless Disregard
- 1986 Full Circle Again
- 1987 White Water Summer
- 1988 Bestie Krieg (The Beast)
- 1990 Corporate Affairs
- 1997 The Sloan Men
- 1998 Grasalarm – Homegrown (Homegrown)
- 1998 Motel
- 2007 Beneath (Beneath)
- 2008 Corporate Affairs
- 2012 Crowsnest
- 2012 Girl in Progress – Fast erwachsen (Girl in Progress)